# 洪彪
洪彪（高棉语：ហុង ពីវ ）柬埔寨华人，著名慈善家，柬埔寨房地产大亨，柬埔寨新世界集团董事长，柬埔寨总商会会员，2002年被柬埔寨国王西哈莫尼封为勋爵，老婆李亚娜是柬埔寨模特美女。